# 丙烯
丙烯（英語：Propene，分子式：C3H6），是一種无色可燃气体，可以通过石油裂解而获得。在各种烯烴结构中，丙烯为仅次于乙烯较为简单的烯烃结构。
在大量運輸時，使用加壓液化。丙烯的饱和蒸汽压在25℃時為1158kPa（華氏度千帕）。

## 性质
在室温和标准大气压下，丙烯是无色的气体。并且和许多其它烯烃一样，丙烯带有一种较淡但令人不適的气味。
由于丙烯的分子量大于乙烯，所以丙烯具有高于乙烯的密度和沸点。丙烯的沸点略低于丙烷，所以丙烯的挥发性略强于丙烷。尽管在丙烯分子中没有强极性键，但由于丙烯分子不是完全的对称，所以丙烯分子仍具有较小的偶极矩。
丙烯和环丙烷具有相同的化学式C3H6，但它们各原子间的连接方式有所不同，所以丙烯与环丙烷是一对结构异构体。

## 自然界的存在形式
丙烯在自然界中以发酵作用的副产品的形式产生。同时在土卫六的低层大气中观测到了微量的丙烯存在。

## 生产
丙烯是以矿物燃料——石油、天然气和煤作为原料进行生产的。
丙烯是炼油和天然气处理的副产物。在炼油工业中，乙烯、丙烯和其它化合物是通过更大的碳氢化合物裂化的方式生产的。丙烯也可以通过对裂化和其它精炼过程得到的产物进行分馏得到。
专门针对丙烯的生产方式有如下几个：
- 烯烃复分解反应类似歧化反应，不过是一种可逆反应。通过乙烯和丁烯断开双键并重新组合来生成丙烯。[4]目前丙烯的产率可达 90wt%。当没有丁烯作为原料时，本法仍可以采用。因为乙烯可以二聚生成丁烯再参与反应。
- 丙烷脱氢法将丙烷转化为丙烯和副产品氢气，目前的产率可以达到85m%。而反应的副产物氢气常用来作为燃料来为脱氢反应提供能量。在丙烷资源丰富的地区常使用丙烷脱氢法制备丙烯，例如中东。[5]

## 用途

### 主要製品
1. 聚合
  - 聚丙烯　－ 塑膠、人工纖維
  - 乙烯-丙烯共聚物　－ 合成橡膠
2. 氧化反應
  - 環氧丙烷　－ 軟質玻璃纖維
    - 1,2-丙二醇　－　聚酯（PET等）、界面活性劑（AE等）
3. 傅-克烷基化反應
  - 異丙苯
    - 苯酚　－　酚醛樹脂、酚甲烷、染料、醫藥中間體
4. 水合
  - 2-丙醇
    - 丙酮　－　酯化甲基丙烯酸、工業中間體、溶劑
5. 氨氧化法
  - 丙烯腈　－　合成橡膠、合成樹脂
6. 氫甲醯化反應
  - 丁醛　－　工業中間體原料
    - 丁醇　－　溶劑、香料、塑化劑、醫藥品原料
7. 冷媒代號R1270

註) 合成方式皆為對丙烯進行反應，依層次差別為進一步進行反應後的產物並在「－」符號後表示用途。

### 藥理
丙烯是一種中樞神經抑制劑，過度接觸可能會導致鎮靜和遺忘，到昏迷或死亡，效果同苯二氮平類藥物過量。吸入還可導致窒息死亡。